# Ромаріо Торрес
Ромаріо Торрес Гутьєррес (ісп. Romario Torres Gutiérrez, нар. 9 лютого 2005) — кубинський футболіст, що грає на позиції півзахисника в уругвайському клубі «Насьйональ» та національній збірній Куби.

## Клубна кар'єра
Ромаріо Торрес народився у 2005 році на Кубі, та розпочав виступи в дорослому футболі в клубі «Артеміса» в 2020 році, а в 2022 році став у складі команди чемпіоном Куби. на початку 2023 року молодий футболіст перейшов до уругвайського клубу «Насьйональ», де розпочав виступи в юнацькій команді клубу.

## Виступи за збірну
У 2023 році Ромаріо Торрес дебютував у складі національної збірної Куби. У складі команди в цьому ж році футболіст брав участь у Золотому кубку КОНКАКАФ 2023 року, на якому кубинська збірна зупинилась на груповому етапі. Загалом на початок 2024 року зіграв у складі національної збірної 8 матчів, у яких забитими м'ячами не відзначився.